# Броутон, Уильям Роберт
Уильям Роберт Броутон (Бро́тон; William Robert Broughton) (22 мая 1762 — 14 марта 1821) — британский мореплаватель, известный своим открытием архипелага Чатем, а также  экспедициями к берегам Сахалина и Курильских островов.

## Биография
Уильям Броутон родился в 1762 году в Глостершире. В 1774 году поступил на службу в Королевский флот. Участвовал в войне за независимость США на стороне Великобритании. В 1791 году был участником экспедиции Джорджа Ванкувера, исследовавшей тихоокеанское побережье Канады. Сам Броутон, в частности, посетил и описал устье реки Колумбия. 21 ноября 1791 года, командуя бригом «Чатем», Броутон открыл архипелаг расположенный приблизительно в 680 км к юго-востоку от основной части Новой Зеландии и назвал его в честь своего корабля.  В 1793 году Броутон вернулся в Великобританию, где получил под командование шлюп «Провиденс» и должен был соединиться с кораблями следующей экспедиции Ванкувера и идти к берегам Северной Америки. Не успев к месту встречи, Уильям Броутон принял решение не искать корабли Ванкувера, а самостоятельно определить цели своего плавания, хотя это шло вразрез с традициями Королевского флота.

## Экспедиция к берегам Сахалина и Курил

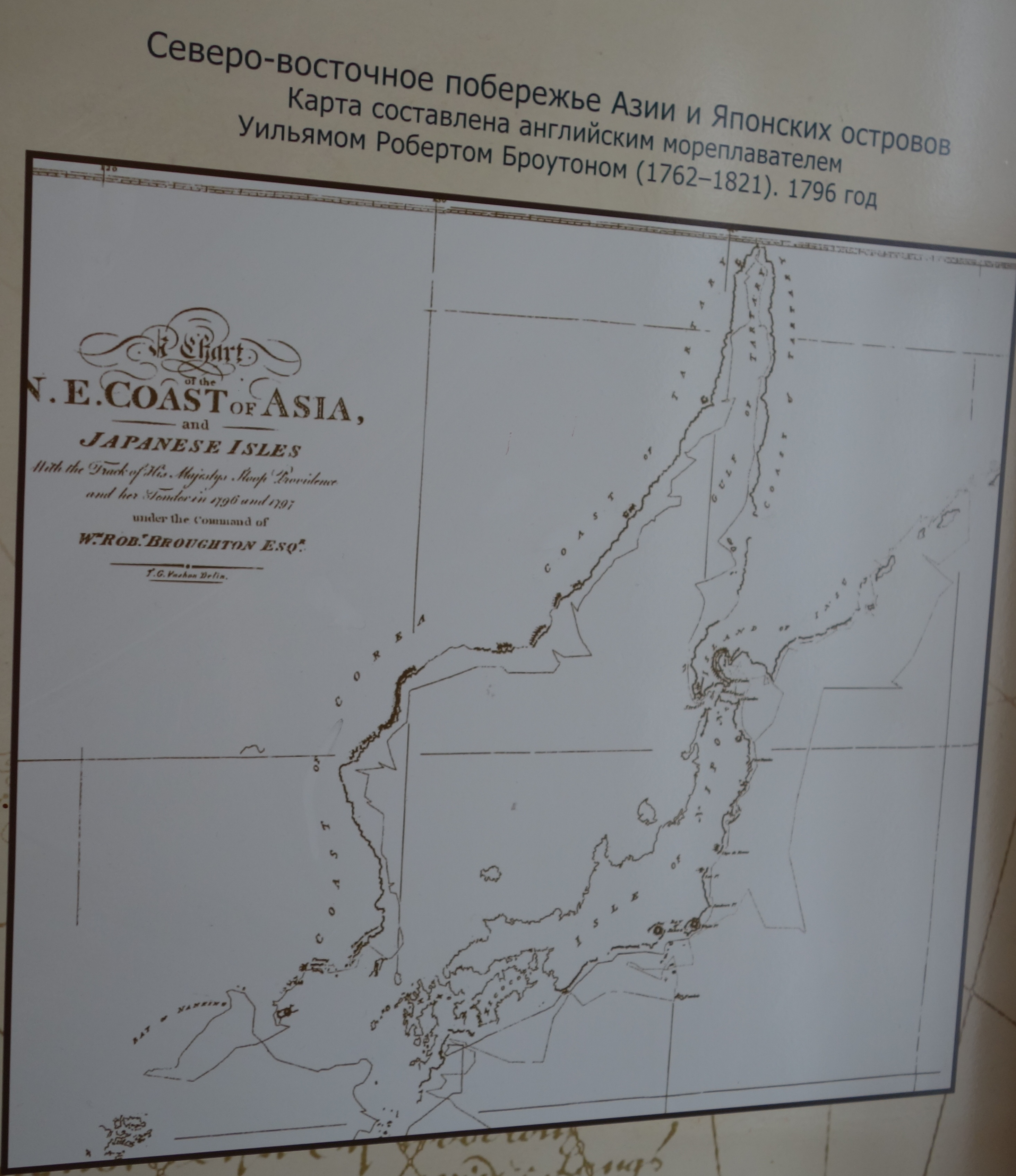
Северо-восточное побережье Азии и Японских островов. Карта Броутона в экспозиции Сахалинского краеведческого музея.

После совещания с офицерами корабля, Броутон принимает решение приступить к изучению берегов Северной Азии. В начале октября 1796 года «Провиденс» прибыл в район Курильских островов и провёл там 3 недели. За это время экспедиция прошла от берегов Хоккайдо до острова Марикан (Симушир). Плавание было затруднено сложными погодными условиями. В результате Броутон получил лишь самое общее представление о Курильских островах.
В декабре 1796 года «Провиденс» прибыл в Макао. Здесь Броутон получил приказ Адмиралтейства, недовольного самоуправством капитана, сдать корабль и расформировать команду. В дальнейшем Броутон приобрёл шхуну, на которой решил продолжить исследование Северной Азии. В сентябре 1797 года Броутон вошёл в Татарский пролив и 8 сентября 1797 года достиг острова Монерон. В течение последующей недели Броутон пытался пройти проливом на северо-запад с целью выяснения географического положения Сахалина. В результате исследователь пришёл к выводу, что Сахалин соединён с материком песчаными косами и проход корабля далее невозможен. В своём отчёте Броутон отмечал:

Глубины продолжали уменьшаться и когда мы поменяли галс, составили менее двух саженей. В это время мы ясно видели очень низменную землю, простирающуюся к северо-востоку от того, что штурман посчитал проходом к морю: ближайшая часть суши виднелась от нас к северо-востоку и востоку в 3-4 милях, а оттуда к северу, образуя южный входной мыс залива Чэпмена, названного так по имени штурмана, продолжалась в виде песчаных кос, едва видневшихся над водой. Сейчас мы ясно видели, что прохода к морю в этом направлении не существовало, местность была перекрыта низменностью, за которой мы видели в северо-восточном направлении несколько холмов. Даже если в этот залив и впадает река, то она наверняка небольшая, так как мы не наблюдали приливов или других признаков, указывающих на присутствие рек на этом берегу. Так же, как и штурман, я считал этот залив слишком неудобным и узким, чтобы ввести туда корабль без особого риска. Отсутствие местных жителей, у которых можно было бы получить информацию об этой стране, а также приближение времени равноденствия заставило меня не терять времени и повернуть на юг, вниз по заливу, в который мы так далеко забрались, не ожидая плохой погоды.
— История Сахалина и Курильских островов
16 сентября 1797 года Броутон прекратил попытки найти пролив между Сахалином и материком. Итогом экспедиции Уильяма Броутона стало подтверждение ошибочного мнения Лаперуза о наличии перешейка между Сахалином и материком. В географии утвердилось мнение о полуостровном положении Сахалина.

## Дальнейшая карьера
Броутон вернулся в Великобританию в феврале 1799 года. В дальнейшем он в составе Королевского флота сражался против Франции в ходе Наполеоновских войн. Броутон принял участие в сражении на Баскском рейде в апреле 1809 года. В августе—сентябре 1811 года он участвовал в экспедиции британского флота на Яву, предпринятой с целью захвата этой голландской колонии. Во время этой операции Броутону был временно присвоен чин коммодора. После выхода в отставку Броутон проживал в Италии. Уильям Роберт Броутон умер во Флоренции и был похоронен в Ливорно.

## Память
- В России честь Уильяма Броутона названы остров Большой Курильской гряды, гора на этом острове, также бухта на острове Симушир.
- Остров Броутон в 14 км к северо-востоку от Порт-Стивенса в штате Новый Южный Уэльс, Австралия.
- Остров Броутон в составе группы необитаемых островов Снэрс, Новая Зеландия.
- Один из рукавов фьорда Даски-Саунд на Южном острове Новой Зеландии.
- Архипелаг Броутон, одноимённые остров и пролив близ пролива Королевы Шарлотты в Британской Колумбии, Канада.
- Улицы в канадских городах Ванкувер и Виктория (провинция Британская Колумбия).
- Топоним в природоохранном парке штата Орегон (Lewis and Clark State Recreation Site) близ города Траутдейл — «Утёс Броутона» ("Broughton's Bluff").
- Место высадки Броутона в 1792 году в каньоне реки Колумбии отмечено в американском штате Орегон памятным знаком у трассы I84.
- Бар на территории британского посольства в Сеуле называется «Броутонов Клуб» (Broughton's Club) в память об исследовании Броутоном северо-восточной Азии.
- Одна из команд в Корейской ассоциации крикета (Южная Корея) носит в честь Броутона английское название  "Broughton's International XI" («Броутоновский интернационал XI»).